# 스쿠터링
스쿠터링(Scootering)은 킥 스쿠터를 타고 역동적인 묘기나 연기를 수행하는 스포츠이다.

## 같이 보기
- 세계 롤러스포츠 연맹